# Forte de Nossa Senhora da Luz (Peniche)
O Forte de Nossa Senhora da Luz (conhecido também por Forte São João da Luz ou também por Forte da Luz) é uma fortificação militar localizada na região norte do tômbolo de Peniche, criada no século XVII, servindo as suas funções militares até ao século XIX. Durante este tempo, várias reformas e restauros foram realizados. Atualmente, as ruínas no forte apresentam-se como um local turístico.

## História
A necessidade de defesa naval da vila de Peniche se expandiu maioritariamente devido aos ataques piratas muçulmanos, britânicos e franceses sobre a região em séculos anteriores, assim como os desembarques ingleses em 1589, que levaria, entre o século XVI e XVII a construção e expansão de uma série de fortificações na região, ligadas entre si por uma série de muros, desde o Forte da Luz no norte, a Fortaleza de Peniche (a infraestrutura militar mais importante) e o Forte das Cabanas, no sul da região. Desta forma, a defesa naval e terrestre da vila estavam completas, com a muralha condicionando a entrada na vila por terra, assim como vigiando as movimentações por mar, através das várias fortificações criadas.
O Forte da Luz, construído em 1658 no âmbito da defesa da vila, serviria como a ponta norte do sistema defensivo local, impedindo o desembarque na Porto da Areia Norte, com a sua grande visão ajudando neste propósito. A fortificação estaria operacional, por mais que a erosão marinha tenha dificultado as operações e mesmo as ações de recuperação e modernização, até ao século XIX, servindo ainda durante as invasões francesas e durante a Guerra Civil, após ficou inativa. Várias intervenções foram realizadas, no âmbito de evitar a destruição do forte, porém a sua localização numa arriba de forte erosão marítima, assim como uma falésia argilosa, levou ao abandono dos planos, estando atualmente em ruínas. A Câmara Municipal de Peniche aconselha, ao visitar o local, a ter-se atenção, devido ao perigo de queda que tanto as ruínas como a própria arriba possuem.